# Wild Things 2
Wild Things 2 (bra: Garotas Selvagens 2; prt: Ligações Selvagens II) é um filme americano de suspense, é o segundo episódio da série Wild Things e lançado diretamente em vídeo em 2004 tanto nos Estados Unidos quanto no Brasil, dirigido por Jack Perez e protagonizado por Susan Ward, Leila Arcieri, Isaiah Washington, Michael Chieffo e Linden Ashby.

## Elenco
- Susan Ward ..... Brittney Havers
- Katie Stuart ..... Shannon
- Leila Arcieri ..... Maya King
- Dorit Wolf ..... garota na biblioteca
- Brett Gilbert ..... Titch
- Michael Chieffo ..... Diretor Mosster
- Linden Ashby ..... Detetive Michael Morrison
- Joe Michael Burke ..... Julian Haynes
- Chad Gordon ..... Kip Kiepki
- Anthony John Denison ..... Niles Dunlap
- Kathy Neff ..... mãe de Brittney
- Ski Carr ..... Cicatriz
- Isaiah Washington ..... Terence Bridge
- Dylan Kussman ..... Irvin Brillman
- Kimberly Atkinson ..... Terri Breur
- Lea Castillo ..... Ann Kurtes